# Francesco (miniserie televisiva 2002)
Francesco è una miniserie televisiva italiana del 2002 diretta da Michele Soavi che narra la vita di Francesco d'Assisi.

## Trama
Francesco nasce ad Assisi nel 1181 da Pietro di Bernardone, ricco mercante devoto più al denaro che a Dio, e da Pica, una donna invece molto religiosa. Il piccolo frequenta la scuola elementare ma non è molto portato per gli studi, e così il padre lo prende a lavorare con sé. Crescendo, Francesco si diverte stando in compagnia degli amici, in assoluta spensieratezza. 
Nel 1201 scoppia la guerra tra Perugia e Assisi: Francesco combatte con grande valore per la sua città, ma viene fatto prigioniero dai nemici. Nel 1203 viene liberato e torna nella sua casa, ma viene colpito dalla tubercolosi: durante la guarigione inizia la sua conversione. Il giovane inizia a seguire alla lettera il Vangelo, vivendo in povertà e aiutando i poveri. Un giorno ruba tutti i danari e i tappeti di suo padre e li regala ai barboni e ai lebbrosi: l'ira di Bernardone è implacabile. Francesco viene arrestato e condotto dinnanzi al vescovo di Assisi; la folla si raduna per assistere al processo. Francesco restituisce i vestiti a suo padre e rimane completamente nudo: dichiara a tutti i presenti che il suo unico scopo nella vita sarà quello di servire Dio.
Il giovane inizia quindi a vivere da eremita, senza più contare sui beni materiali, ma solo sulla fede. I suoi amici d'infanzia lo seguono e decidono di adottare il suo stesso stile di vita; tra loro c'è anche Chiara. I seguaci di Francesco diventano sempre più numerosi; per allontanare il rischio di essere giudicato un eretico, nel 1212 il giovane e i suoi discepoli si recano a Roma per ottenere l'approvazione della regola da parte di papa Innocenzo III. Il pontefice, dopo qualche esitazione, gli permette di fondare l'Ordine dei Frati Minori. Una volta concluso il suo lavoro affidatogli dal Signore e segnato da numerosissime malattie e dal dolore per le stimmate ricevute, Francesco muore il 4 ottobre del 1226. I fratelli, quindi, porteranno la salma davanti al convento dov'è chiusa Chiara per permetterle di vedere per l'ultima volta Francesco.

## Produzione
Prodotta da Taodue per MediaTrade, la miniserie è stata girata tra Cinecittà, Rocca di Papa e l'Umbria, con un costo di produzione di circa 6 milioni di euro.
Raoul Bova interpreta Francesco d'Assisi: per prepararsi al ruolo, perse 17 kg. Tra gli interpreti principali anche Gianmarco Tognazzi nel ruolo di Bernardo e Amélie Daure nel ruolo di Chiara. La regia è di Michele Soavi. Vi è anche la partecipazione di Nino Fuscagni che, accreditato come Serafino Fuscagni, interpreta un sacerdote cattolico.
L'opera venne giudicata positivamente dai frati di Assisi, che la definirono "uno strumento di grande catechesi" e "il più riuscito film su San Francesco".

## Distribuzione
Il 5 ottobre 2002 la miniserie venne proiettata in anteprima alla sala dell'Auditorium di Roma: erano presenti anche il Presidente della Repubblica Carlo Azeglio Ciampi assieme alla consorte Franca Pilla, il Presidente della Camera Pier Ferdinando Casini e Pier Silvio Berlusconi, vicepresidente di Mediaset.
La miniserie è stata trasmessa su Canale 5 in due puntate, il 6 e il 7 ottobre 2002.
Nel 2004 è stata proposta una versione DVD che presenta la carenza di alcune scene, per una durata totale di 126 minuti circa.